# Acraea saluspha
Acraea saluspha är en fjärilsart som beskrevs av Suffert 1904. Acraea saluspha ingår i släktet Acraea och familjen praktfjärilar. Inga underarter finns listade i Catalogue of Life.